# Chrysometa decolorata
Chrysometa decolorata är en spindelart som först beskrevs av O. Pickard-Cambridge 1889.  Chrysometa decolorata ingår i släktet Chrysometa och familjen käkspindlar.
Artens utbredningsområde är Guatemala. Inga underarter finns listade i Catalogue of Life.